# Otto Aulie
Otto Wilhelm Aulie (27. september 1894 i Tønsberg - 9. februar 1923 i Skien) var en norsk fodboldspiller.
Han var højreback for Odd og Lyn, og blev cupmester med Odd i 1913 og 1915.
Aulie spillede tilsammen 28 landskampe for Norge, og spillede alle tre kampe for Norge under OL 1920 i Antwerpen. Han døde af meningitis i 1923, bare 28 år gammel.